# Donnie Freeman
Donald E. Freeman, detto Donnie (Madison, 18 luglio 1944), è un ex cestista statunitense, professionista nella ABA e nella NBA.

## Carriera
È stato selezionato dai Philadelphia 76ers al terzo giro del Draft NBA 1966 (29ª scelta assoluta).

## Statistiche
| † | Denota una stagione in cui ha vinto il titolo ABA |

ABA-NBA

### Regular Season
| Anno            | Squadra                 | PG  | PT | MP   | TC%  | 3P%  | TL%  | RP  | AP  | PRP | SP  | PP   |
| --------------- | ----------------------- | --- | -- | ---- | ---- | ---- | ---- | --- | --- | --- | --- | ---- |
| 1967-1968       | Minnesota Muskies (ABA) | 69  |    | 35,2 | 40,9 | 0,0  | 71,5 | 4,7 | 2,8 |     |     | 16,3 |
| 1968-1969       | Miami Floridians (ABA)  | 78  |    | 36,8 | 48,4 | 8,7  | 78,7 | 3,7 | 6,4 |     |     | 22,1 |
| 1969-1970       | Miami Floridians        | 79  |    | 40,1 | 45,5 | 26,3 | 82,2 | 5,1 | 3,7 |     |     | 27,4 |
| 1970-1971       | Utah Stars (ABA)        | 24  |    | 33,4 | 47,9 | 0,0  | 83,1 | 5,7 | 4,9 |     |     | 23,6 |
| 1970-1971       | Texas Chaparrals (ABA)  | 42  |    | 38,4 | 48,5 | 0,0  | 77,8 | 4,5 | 5,1 |     |     | 23,6 |
| 1971-1972       | Dallas Chaparrals       | 72  |    | 33,0 | 47,0 | 40,0 | 82,5 | 2,9 | 3,4 |     |     | 24,1 |
| 1972-1973†      | Indiana Pacers (ABA)    | 77  |    | 28,2 | 44,2 | 33,3 | 80,8 | 2,8 | 2,5 |     |     | 14,3 |
| 1973-1974       | Indiana Pacers          | 66  |    | 26,3 | 45,6 | 0,0  | 79,7 | 2,5 | 2,5 | 0,7 | 0,3 | 14,3 |
| 1974-1975       | San Antonio Spurs (ABA) | 77  |    | 30,9 | 44,8 | 0,0  | 82,1 | 2,4 | 2,6 | 0,8 | 0,2 | 15,5 |
| 1975-1976       | L.A. Lakers (NBA)       | 64  |    | 23,1 | 43,4 |      | 81,9 | 2,8 | 2,7 | 0,9 | 0,2 | 10,8 |
| Carriera ABA    | Carriera ABA            | 584 |    | 33,5 | 45,8 | 15,1 | 79,9 | 3,6 | 3,6 | 0,8 | 0,3 | 19,8 |
| Carriera NBA    | Carriera NBA            | 64  |    | 23,1 | 43,4 |      | 81,9 | 2,8 | 2,7 | 0,9 | 0,2 | 10,8 |
| Carriera Totale | Carriera Totale         | 648 |    | 32,4 | 45,6 | 15,1 | 80,0 | 3,5 | 3,5 | 0,8 | 0,2 | 18,9 |

#### Massimi in carriera
Regular Season
- Massimo di punti in ABA: 48 vs Dallas Chaparrals (28 dicembre 1969)
- Massimo di punti in NBA: 25 (2 volte)
- Massimo di rimbalzi in ABA: 13 (2 volte)
- Massimo di rimbalzi in NBA: 8 vs New Orleans Jazz (12 novembre 1975)
- Massimo di assist in ABA: 19 vs Minnesota Pipers (30 marzo 1969)
- Massimo di assist in NBA: 8 vs Detroit Pistons (3 dicembre 1975)
- Massimo di palle rubate in ABA: 3 (5 volte)*
- Massimo di palle rubate in NBA: 4 (2 volte)*
- Massimo di stoppate in ABA: 2 vs San Diego Conquistadors (1° febbraio 1974)*
- Massimo di stoppate in NBA: 1 (10 volte)*

(* tenendo conto dei dati ABA e NBA al momento disponibili e che le statistiche di queste categorie vennero registrate sistematicamente solo dalla stagione ABA 1973-1974)

### Play-off
| Anno         | Squadra                 | PG | PT | MP   | TC%  | 3P% | TL%  | RP  | AP  | PRP | SP  | PP   |
| ------------ | ----------------------- | -- | -- | ---- | ---- | --- | ---- | --- | --- | --- | --- | ---- |
| 1968         | Minnesota Muskies (ABA) | 10 |    | 36,5 | 41,8 | 0,0 | 73,0 | 5,0 | 5,6 |     |     | 15,8 |
| 1969         | Miami Floridians (ABA)  | 12 |    | 36,2 | 45,8 | 0,0 | 81,3 | 4,0 | 4,2 |     |     | 21,4 |
| 1971         | Texas Chaparrals (ABA)  | 4  |    | 36,0 | 45,2 | 0,0 | 81,3 | 6,0 | 1,3 |     |     | 22,3 |
| 1972         | Dallas Chaparrals (ABA) | 4  |    | 36,0 | 43,7 |     | 63,0 | 6,0 | 2,5 |     |     | 26,8 |
| 1973†        | Indiana Pacers (ABA)    | 18 |    | 30,9 | 44,3 | 0,0 | 79,8 | 2,7 | 2,8 |     |     | 15,6 |
| 1974         | Indiana Pacers          | 6  |    | 26,3 | 43,5 |     | 70,0 | 1,7 | 1,3 | 0,7 | 0,0 | 12,3 |
| 1975         | San Antonio Spurs (ABA) | 6  |    | 27,7 | 45,8 |     | 80,0 | 2,3 | 3,2 | 0,3 | 0,0 | 12,3 |
| Carriera ABA | Carriera ABA            | 60 |    | 32,8 | 44,4 | 0,0 | 76,7 | 3,6 | 3,3 | 0,5 | 0,0 | 17,3 |

#### Massimi in carriera
Play-off
- Massimo di punti in ABA: 36 vs Utah Stars (3 aprile 1972)
- Massimo di rimbalzi in ABA: 10 vs Utah Stars (6 aprile 1971)
- Massimo di assist in ABA: 11 (2 volte)
- Massimo di palle rubate in ABA: 2 (3 volte)*
- Massimo di stoppate in ABA: 1 vs Utah Stars (16 aprile 1973)*

(* tenendo conto dei dati ABA al momento disponibili e che le statistiche di queste categorie vennero registrate sistematicamente solo dalla stagione ABA 1973-1974)

## Palmarès
- Campionato ABA: 1

Indiana Pacers: 1973
- All-ABA Team: 4

First Team: 1972
Second Team: 1969, 1970, 1971
- ABA All-Star Game: 5

1968, 1969, 1970, 1971, 1972
- Maggior numero di tiri liberi segnati in stagione ABA: (1969-1970)
- Settimo miglior marcatore di sempre ABA
- Diciassettesimo miglior marcatore di sempre per numero di punti segnati nei Playoff ABA
- Tredicesimo per numero di assist di sempre ABA
- Terzo per numero di tiri liberi realizzati nella storia dell'ABA
- Cinquantaseiesimo migliore rimbalzista di sempre ABA
- Decimo giocatore con il maggior numero di minuti giocati nella storia dell'ABA (19.546)
- ABA All-Time Team